# Adoración de los Magos (Botticelli)
La Adoración de los Magos  (en italiano, Adorazione dei Magi) es un cuadro pintado al temple sobre tabla que mide 111 cm de alto y 134 cm de ancho, realizado en el año 1475 por el pintor italiano Sandro Botticelli. Se conserva en la Galería de los Uffizi de Florencia.
Fue un encargo para la capilla funeraria de Guasparre di Zanobi del Lama, la Capilla Lami, ubicada en la pared de la entrada de la iglesia de Santa Maria Novella. Por su comitente y el propósito original la pintura es conocida también como "altar Zanobi". Posteriormente pasó a formar parte de las colecciones mediceas.

## Personajes retratados
Es una obra famosa por su altísima calidad y, además, por la identificación de los personajes representados, personalidades de los Medici: 
- Cosme de Medici (llamado el Viejo, considerado "el mejor de todos los que sobreviven por su vida y vigor") está representado como el mago que se arrodilla en frente de la Virgen, a la izquierda, en lo alto;
- su hijo Pedro de Medici, llamado el Gotoso es el segundo mago con el manto rojo arrodillado en el centro;
- Juan de Medici, hermano de Pedro, es el tercer mago, es el tercer rey por la derecha y está hablando con Pedro el Gotoso;
- El joven Lorenzo de Medici llamado el Magnífico (nieto de Cosme) se encuentra a la izquierda en primer plano, con un jubón rojo y apoyado en su espada, no obstante, otros creen que podría ser Juliano;
- Juliano de Medici, el hermano de Lorenzo, si no fuera el joven del jubón rojo sería el que aparece en el centro del grupo de la derecha, vestido de oscuro; fue asesinado durante la conjura de los Pazzi.
- Guasparre Del Lama, el comitente, sería la persona de cabello canoso que está en el grupo de la derecha, arriba, mirando hacia el espectador y apuntando con el dedo.

Entre los asistentes, al extremo de la derecha se ve al propio Sandro Botticelli, vestido con un manto amarillo. Se ha identificado igualmente a Pico della Mirandola y a Angelo Poliziano como los dos personajes que están junto a Lorenzo el Magnífico.
Estos retratos fueron descritos efusivamente por Vasari:

“La belleza de las cabezas en esta escena es indescriptible, sus actitudes diferentes, algunos de frente, algunos en perfil, algún en tres cuartos, algunos se agachados, y de varias otras maneras, mientras que las expresiones de los asistentes, jóvenes y viejos, varían grandemente, exhibiendo la maestría perfecta del artista en su profesión. Sandro luego demuestra claramente la distinción entre los trajes de cada uno de los reyes. Es un trabajo maravilloso en color, diseño y composición."

La composición de todos los personajes de los Medici en este cuadro es un anacronismo porque en el año 1475 estaban ya muertos las tres personas representadas como Magos; gobernaba Lorenzo de Medici. El artista recibió encargos regulares de los Medici en el decenio entre 1470 y 1481 (cuando marchó a Roma). 
La representación de los Medici en un cuadro bíblico con destino a una iglesia sería una declaración pública de adhesión y lealtad a dicha familia.

## Análisis del cuadro
La armoniosa composición del cuadro, con María y el Niño en el medio, grupos equivalentes de personas a la izquierda y a la derecha, todos ellos en medio de un paisaje imaginario con la ruina de un templo antiguo, fue descrito por la literatura como "inspirada" y "poética". Giorgio Vasari describe la belleza y gran calidad de este cuadro en la Vita de Sandro Botticelli. 
La obra está incompleta y en condiciones bastante precarias, a causa de intervenciones sucesivas en la versión original del autor.
Esta Adoración de los Reyes de 1475 es una de sus primeras experimentaciones para distorsionar la perspectiva tal como venía siendo configurada en el Quattrocento. Refutando esta se rechazaba también la visión del mundo que con ella venía, una visión que había cambiado con el advenimiento de Lorenzo el Magnífico y su corte neoplatónica, en el que será el mito y no la perspectiva, la que crea el relato. En esta Adoración renueva la tradición iconográfica del tema en Florencia, formada por tres reyes que representan a los poderosos de la Tierra, asociados por costumbre con los Médici, a los que seguiría un cortejo principesco, que recordaba a la cabalgata anual de los Magos, representación sagrada que tenía lugar por las calles florentinas. Botticelli no reniega de esta tradición realmente, pero elimina el cortejo principesco y coloca sobre un rellano de la tierra a la Virgen con el Niño y san José, dentro de un edificio en ruinas; los espectadores se disponen a los lados formando dos alas laterales, curvándose en torno a las dos figuras de Magos en el primer plano en el centro. De esta fórmula iconográfica partirá Leonardo da Vinci para su Adoración de los Magos (1481, Uffizi, Florencia).
Esta es la tercera versión de Botticelli sobre el tema iconográfico de la Adoración de los Reyes. Aborda en ella la completa solución de los problemas espaciales, compositivos y fisonómicos. 
El amontonamiento y la agitación de los personajes hacen del cuadro una especie de testamento espiritual, una voluntaria captación por el autor de la misma parábola de su vida y su carrera. 
Utiliza un colorido intenso. Presta gran atención al detalle, como puede verse en las vestimentas.
Al fondo, el paisaje esencial, de inspiración nórdica.